# يولا بينيفولسكي
يولا بينيفولسكي (بالانجليزية: Yuula Benivolski ؛ مواليد 1980) فنانة وصانعة أفلام يهودية تحمل الجنسية الكندية (تنازلت عن جنسيتها الإسرائيلية)، وتعمل بشكل رئيسي في مجال أفلام الفيديو والنحت والتركيب والتصوير الفوتوغرافي.

## النشأة والتعليم
غادر والدا بينيفولسكي الاتحاد السوفيتي إلى إسرائيل في عام 1990. عاشت بينيفولسكي طفولتها في الأراضي المحتلة على الحدود مع لبنان حيث شهدت حرب الخليج وانتفاضتين فلسطينيتين، الى أن هاجرت الى كندا وحصلت على بكالوريوس في الفنون الجميلة - التصوير الفوتوغرافي من كلية أونتاريو للفنون والتصميم، وكذلك الماجستير في الفنون الجميلة من جامعة كونكورديا في مونتريال في عام 2010.

## أعمالها الفنية
عُرضت أعمالها في في الصحف والمجلات الكندية والدولية، واستخدامت أعمالها كصور غلاف لعدة ألبومات في موسيقى الروك الشعبية في تورونتو مثل Augurs & Auspices (2007) وA Mountain is a Mouth (2009). وتشمل أعمالها الفنية مجموعة من اللوحات الفنية في المعارض البارزة في مونتريال. في عام 2011 قامت ببطولة فيلم قصير لنيكولاس باي بعنوان The Encounter. تخوض أعمالها الفنية في موضوعات عدّة منها الهجرة والبقاء والطقوس والتقاليد والراحة والقصص، وتفاصيل الطفولة التي شكلت وجهات نظرها حول أشياء مهمة مثل الجنس والموت أو أي أحداث تحويلية أخرى. تعاونت بشكل متكرر مع العديد من الفنانين والموسيقيين، بما في ذلك هيلينا كفارنستروم، زيسي باورز، زينيا بينيفولسكي، أوين باليت، والمجموعة الموسيقية لـ آدم والجمشت، بروس بنينسولا، وتيمبر تيمبر.

## التنازل عن الجنسية الإسرائيلية
في عام 2023 ، نشرت بينيفولسكي، عبر حسابها الخاص على منصة إنستغرام،  فيديو قصيراً تكشف فيه عن قرارها بالتخلي عن جنسيتها الإسرائيلية، ومناهضتها للصهيونية، وذلك بسبب عدوان قوات الاحتلال على المدنيين في غزة، والذي أسفر عنه وفاة ما يزيد على 15 ألف فلسطيني، من بينهم أطفال ونساء. وشددت على أنها لم تتخذ قرارها بخفة، إذ "كانت تفكر في الأمر طوال عقدين، وتحديداً منذ تعلمت عن التاريخ الحقيقي للمكان الذي ترعرعت فيه، والذي لم يُدرس في المدارس ولم يُحك حتى عنه". كما تطرقت إلى العنصرية داخل المجتمع الإسرائيلي نفسه، والتي عاينتها خلال نشأتها في الأراضي الفلسطينية المحتلة. ولفتت إلى أن قرارها "الصعب وإنما الضروري" قد يتسبب في "تدمير علاقتها بعائلتها وبأشخاص مقربين منها"، لكنها أضافت: "لا أريد أن يربطني أي شيء بإسرائيل. لا أريد أن أكون جزءاً مما يحصل".  وقالت: "أتمنى أن يقوم أشخاص في مثل موقعي بالخطوة نفسها". ولم يلبث حسابها الخاص على منصة إنستغرام إلا وحُذِف.

## روابط خارجية
- يولا بينيفولسكي على موقع IMDb (الإنجليزية)